# 刘鲤生
刘鲤生（1960年10月—），男，汉族，福建仙游人，中华人民共和国政治人物。

## 生平
1983年8月自厦门大学经济学院会计与企业管理系毕业，参加工作。1985年12月加入中国共产党。历任中共中央直属机关事务管理局财务管理处处长、处长兼助理巡视员，中直管理局副局长、副局长兼中直机关采购中心主任、副局长兼巡视员。2016年12月至2021年2月，任中央档案馆副馆长、国家档案局副局长。